# 조선표류일기
조선표류일기(朝鮮漂流日記)는 1818년 일본 사쓰마 번의 무사 3명과 그들의 수하 등 25명이 1817년 7월 3일 조선의 비인현(庇仁縣) 마량진(馬梁鎭)에 표류한 이래 이듬해 1818년 1월 7일에 귀국할 때까지 6개월 동안 조선에서 있었던 일들을 기록한 책이다.
사쓰마 번의 표류민들을 조선측에서 어떻게 조사하고 대우하였으며, 어떤 절차를 통해 귀환시켰는지에 대한 내용들을 비교적 자세히 글과 그림으로 기록하였다. 전7권.

## 개요
저자 야스다 요시카타(安田義方)는 당시 사쓰마 번의 번사로, 다른 번사 가와카미 지카나가(川上親訣)와 함께, 오키노에라부지마(沖永良部島)의 대관(代官)인 히다카 요시모토(日高義柄)의 보좌역을 맡고 있었다. 이들 3명의 번사와 그 수하 25명(이 가운데 6명은 류큐 사람이었다)을 태운 사쓰마 번의 관선(官船) 귀수환(龜壽丸)은 일본 분카 14년(1817년) 6월 14일에 길을 떠나서 19일에 태풍을 맞닥뜨렸고, 표류 끝에 7월 3일 묘시(卯時, 오전 5~7시)에 조선의 마량진 인근인 연도 앞바다에 표착하였다. 
처음 보고를 접한 것은 조선의 마량진첨사(馬梁鎭僉使) 이동형(李東馨)으로, 그는 부관 김시기(金始基) 등을 데리고 표류인들이 있는 곳으로 가서 야스다 일행을 문정(問情)하였으나, 마침 마량진 안에 일본어를 할 수 있는 사람이 없어서 김시기를 내세워 필담으로 표류한 배의 국적과 표류 경유, 승선 인원, 사상자 여부, 연도까지 오게 된 과정 등에 대한 내용을 조사하게 하였다. 아울러 인부를 징발하여 표류한 귀수환을 7월 4일에 마량진 관문 앞까지 끌어당겨 정박시켰다.
야스다 일행은 7월 26일까지 마량진 포구에 머물렀으며(표류민들에 대해 상륙을 금지하였으므로 배 안에서만 머물렀다). 이 과정에서 조선의 비인현감 윤영규(尹永圭), 마량첨사 이동형, 공청수우후(公靑水虞候) 최화남(崔華男), 한양에서 온 역관 조명오 등이 이들과 만나 여러 차례 필담을 통한 문답을 주고 받았으며, 이를 통해 조선측은 표류인들의 나이와 생김새, 신분, 적재 화물, 화물의 소유주 등을 철저히 조사하였다. 아울러 표류민들의 거주지인 사쓰마에 대한 정보에 대한 문정도 이루어졌다. 
사쓰마에서 타고 왔던 귀수환은 조선에 온 뒤로 상태가 더욱 악화되어 쓸 수 없게 되었고, 야스다 요시카타는 조선측에 대해 자신들이 타고 온 배를 불태우고 관물 다섯 상자와 필요한 물품만을 가지고 조선측의 배와 뱃사람을 빌려서 쓰시마까지 옮겨 달라고 요청하였다. 마침 마량진 인근을 지나고 있던 경기(京畿) 마포(麻浦)에 사는 박흥복(朴興福)의 4백 석을 수용할 수 있는 튼튼한 배 1척을 구하여 조선측은 일본측 표인(표류민)들을 초량왜관까지 수송하였다. 귀국할 때까지의 양식은 이들이 초량왜관까지 가는 노정에 있는 고을에서 나누어 추렴하게 하였다. 야스다 등은 7월 26일에 마량진을 출발하여 서천을 지나 27일 고군산 군도에 도착하였고, 위도를 지나 수도와 팔금도, 다대포를 지나서 9월 29일에 부산포에 도착하여 날씨를 살피다가 이듬해(1820년) 1월 3일에야 부산포를 떠나 쓰시마를 거쳐 사쓰마로 귀국하였다.
야스다와 함께 히다카의 보좌를 맡고 있었던 가와카미 지카나가는 조선에 표류해 있는 동안에 생긴 설사병으로 귀국 도중이던 8월 3일에 사망했다.

## 구성
《조선표류일기》는 전7권으로 구성되어 있으며, 1권은 오키노에라부지마에서 출발한 배가 표류하기 시작하여 조선의 비인현에 표류하기 전까지를 다루었고, 2권부터 5권 중반까지는 비인에서 각종 조사를 받는 과정을 기록하였으며, 5권 후반부부터 7권까지는 비인에서 고군산 군도를 거쳐서 동래부(부산)의 왜관(倭館)까지 이동한 뒤 다시 일본으로 돌아가기까지의 과정들이 기록되어 있다. 
- 1권 - 오오토오 아리노리(橫唐有則)와 니이로 도키마스 햐쿠코(新納時升伯剛)의 서문이 실려 있으며, 1817년 6월 14일에 길을 떠나서 19일에 표류하다가 7월 3일에 조선의 마량에 도착, 5일까지 초기 탐문을 받는 기간에 있었던 일들이 기록되어 있다.
- 2권 - 7월 6일부터 7월 9일까지 조선의 관료들이 연이어 찾아와 심문하는 과정이 기록되어 있다.
- 3권 - 7월 10일부터 16일까지의 일을 기록하였다.
- 4권 - 7월 17일부터 24일까지의 일을 기록하였다.
- 5권 - 7월 25일부터 26일까지 마량진에 머물며 비인현감 윤영규 및 충청우후, 한양에서 파견된 조명오 등과 주고 받은 대화와 귀국을 위해 각종 물품들을 조사하고 배를 구하는 내용 등이 기록되어 있다.
- 6권 - 7월 27일부터 8월 7일까지의 일기로 마량진을 떠나 서천, 고군산, 위도에 이르는 과정을 기록하였다. 이때 야스다는 몸이 좋지 않아서 간간이 일기를 쓰지 않았다.
- 7권 - 8월 8일부터 1818년 1월 7일까지 수도, 팔금도, 다대포를 거쳐 초량왜관에 도착하기까지의 과정을 기록하였다.

## 내용
《조선표류일기》는 조선측의 공문서인 《충청병영계록》, 《충청수영계록》 및 《승정원일기》, 《비변사등록》 등의 기록들과 일본의 자료와 서로 비교 검토한 결과, 아주 편견이 없는 것은 아니고 일부 사적인 감정이 가미되어 있기는 하였으나 대체적으로 매우 사실적으로 작성되었으며, 조선측의 기록에는 야스다의 일기에서 빠뜨린 정보들이 실려 있어 두 자료는 상호 보완 관계에 있는 것으로 확인되고 있다. 
한편 야스다 일행이 마량진에 표착했을 때 비인현감 윤영규가 외국의 표류민인 야스다 일행에게 조선의 국법이 허용하는 범위 안에서 각종 호의를 베풀었으며, 마량진에 표착한 야스다 일행에 대해 비인현의 하급 관리와 충청수영에서 파견된 조선측 조사원들이 여러 차례의 반복 조사를 통해 표류민들의 진술이 사실인지를 파악하였고 조사를 통해 알아낸 사실들은 곧바로 조정에 보고되었다. 아울러 표류민들은 육지에 내려서는 안 된다거나 조선인들이 표류민들의 물건을 훔치거나 선물로 받아서도 안 된다는 규정 등도 매우 철저히 지켜지고 있는 등, '세도 정치 시기에 각종 제도가 문란해졌다'는 기존 학계의 통설과는 달리 19세기 전반에도 조선의 통치 체제가 매우 정상적으로 작동되고 있었음이 《조선표류일기》를 통해 확인된다. 
이때 야스다는 오랜 표류로 인하여 피곤하기도 하고, 조선측 문정관(問情官)들의 여러 차례 반복되는 문정에 싫증을 드러냈지만, 조선측은 "문정은 당신들의 귀환에 가장 중요한 절차니까 성실히 답변하라"고 요구하였다고 한다. 7월 6일부터 9일까지 귀수환에 선적되어 있던 물자들을 조선측이 낱낱이 조사하는 작업이 이루어졌는데, 이 작업에는 조선측 절충장군 이종길, 우후 김기방, 장천규 등이 참가하였다. 이 과정에서 기록을 맡은 장천규는 선창을 비롯하여 귀수환 안에 있는 모든 물품들을 조사해 이전 야스다가 제출한 문서와 비교해 보려 하였는데, 처음 마량진에 도착하여 조선측의 요구로 귀수환 선원들의 소지품 목록을 작성해 제출할 때 상자를 모두 열어보고 기록한 것이 아니라 소지품 주인들한테 물어서 답변한 것만 기록해 제출한 상태였으므로 야스다는 조선측의 조사에 소극적인 태도를 보였는데, 장천규는 이에 낯빛이 크게 변하며 "내가 보고하지 않으면 너희들은 본국으로 돌아갈 수 없다"며 맞섰다. 야스다는 이를 매우 불쾌하게 했고, 이날 일기에 "장천규의 언행에 치욕을 느껴 천규와 조선인들을 모두 죽이고 싶었다"고 썼다.
7월 6일 무렵에는 귀수환이 크게 훼손되어 배 안까지 물이 흘러들었는데, 앞서 야스다는 여러 차례 배가 부서질 것을 우려하여 마량첨사와 비인현감에게 썰물 때에도 물이 완전히 빠지지 않을 만한 곳에 수심 깊은 바닷가에 배를 정박하게 해 달라고 요청하였으나 조선측은 이들의 도주를 우려하여 허락하지 않고 파도로부터 안전한 해변에 표류선을 두게 하였으며, 배의 파손을 두려워한 일본측 표류민들은 또 다시 포구 바깥 수백 보 되는 지점으로 배를 옮겨 두었으나 이를 비인현감이 나서서 포구 안으로 견인한 결과였다. 이에 야스다는 조선측 관리들이 자신의 말을 귀기울여 듣지 않은 것에 항의하는 뜻으로 선원들의 개인 물품들을 바다에 던져 버렸으며, 소식을 듣고 놀라서 달려온 비인현감 윤영규는 이를 저지하고 하인들을 시켜서 표류민들이 바다에 던진 물품들을 건져서 바닷가에 쌓아두고 뜸으로 덮도록 지시하였다. 우여곡절 끝에 표류선은 윤영규의 배려로 오목한 정박지로 옮겨졌지만, 망가진 배의 상태는 더욱 나빠졌다. 
7월 14일에 이르러서는 선창에 모두 물이 차서 배 안의 물건은 떠내려가고 병자의 증세는 더욱 악화되었으며, 야스다 등 세 명의 상관들이 머무는 곳까지 물이 스며들어서 가까스로 갑판 위의 두어 자 정도 공간에 몸을 피할 지경에 이르렀다. 야스다 일행은 '육지에 내리게 해 달라'고 조선측 역관를 통해 간곡히 부탁하였으나, 마량첨사와 비인현감조차도 "조선의 국법에 표류민은 상륙하는 것이 금지되어 있으므로 조정의 명령이 있기 전에는 동의하기 어렵다"는 이유로 수용하지 않았으며, 분노한 야스다가 조선측 관헌들이 직접 와서 귀수환 선체를 살피라고 요구했으나 그조차도 쉽게 이루어지지 않다가 여러 차례 편지 끝에야 비인현감이 찾아왔고, 야스다의 상륙 요구에 난감해하다가 상륙 대신 조선측 배에 옮겨탈 것을 권유하였다. 야스다를 비롯한 표류민들은 처음에는 비인현감의 요구를 못마땅하게 여겼으나 결국 수용하게 되었다. 
귀수환은 이미 건조된지 11년이 된 노후한 배인데다 처음 표착했을 때에는 노와 돛대 정도만 수리하면 될 정도였던 것이 조선에 머무르는 동안 선체가 파손되고 썩어서 쓸 수 없게 되었다는 야스다의 주장은 조선 조정에도 보고되었으며, 충청병사의 판단도 같았다. 야스다는 마침내 7월 16일에 비인현감에게 편지를 보내 자신들의 배를 모두 불태워 버리고 관물 다섯 상자와 신변에 필요한 물품만을 가지고 조선의 배와 뱃사람에 의지하여 쓰시마까지 이송해 주었으면 한다고 요청하였다. 경역관 조주부는 조선에 표류한 일본인을 조선배로 송환한 사례가 없음을 들어 그들의 요구를 거절하였으나, 야스다 일행은 1810년에 표류한 일본 사선과 19세기 초에 표류한 영수환(일본측 관선)을 조선 배에 태워서 쓰시마까지 송환한 사실이 있음을 확인하고 문정관에게 건의하였다. 야스다의 요청은 충청병영을 거쳐서 비변사에 보고되었으며 비변사는 충청감사 박종경의 보고를 토대로 표류민들의 이송에 대하여 순조에게 보고하고, 송환 방식을 논의하였다. 
또한 《조선표류일기》에는 표류민들을 조선에서 어떻게 조사하고 대우하였으며, 어떤 절차를 통해 귀환시켰는지에 대한 내용들이 비교적 자세히 글과 그림으로 기록하였으며, 특히 조선측 관료들과 백성들의 모습, 복식과 선박, 포구의 모습 등을 그린 그림은 당시의 사진을 보는 듯이 정교하게 묘사되어 있다. 

## 판본
《조선표류일기》는 일본 고베 대학 도서관 스미다 문고(住田文庫)에 포함되어 소장되어 있다.
히다카와 야스다 등 일본 표류민들이 일본에 귀국했을 때 바쿠후는 이들의 조선 방문(표류)이 이들의 의사가 아닌 천재지변으로 인한 우발적인 사고 때문에 이루어진 것이며 일본 내부의 정보를 흘리는 등 불순한 행위가 없다고 보고 처벌하지 않았지만, 외국에 관한 정보가 알려져서는 안 된다는 이유를 들어 그들이 조선에서의 견문을 기록한 것들을 모두 불태우라는 지시를 내렸다. 이때 야스다는 자신이 쓴 《조선표류일기》를 태우지 않았고, 사쓰마 번의 관리들도 이를 숨겨 주었으며 《조선표류일기》의 후서(後書)등을 써 주면서 야스다의 의연함과 재주를 칭찬했다. 이후 야스다의 행적에 대해서는 알려져 있지 않다. 
한편 사쓰마 표류민들을 쓰시마까지 호송하는 역할을 맡았던 조선의 고군산첨사(古群山僉使) 조대영(趙大永)은 야스다가 서해안 일대의 섬을 통과하면서 섬의 이름을 물어도 잘 대답해 주지 않고 섬과 섬 간의 정확한 거리에 대해서도 말해 주지 않았다. 때문에 조대영에게 묻고서 야스다가 기록한 조선의 해안가 지역과 여러 섬들 사이의 거리에 관련한 《조선표류일기》의 기록들은 실제 거리와 차이가 있다. 임자포첨사(任者浦僉使) 박국량(朴國亮)도 신안 앞바다의 팔금도 인근을 지나던 야스다가 섬 이름을 물어 보아도 대답하지 않았고, 야스다가 선장에게 여러 차례 "여기가 전라도입니까, 경상도입니까"라고 물어서 선장으로부터 전라도라고만 답변을 들었을 뿐이었다. 또한 조선측은 일본인들이 타고 있던 배를 호송하면서 굳이 연해 항로를 택하지 않고 일부러 외양(外洋) 항로를 택했으며, 법성진 근처에서는 포구에 배를 대지 않고 굳이 바다 한가운데 정박하도록 했다. 
야스다는 이러한 조선인들의 태도에 대해 불쾌해했는데, 《조선표류일기》를 한국어로 번역한 부경대학교 사학과 이근우 교수는 조선측에서 의도적으로 일본인들에게 조선 연해의 군사 시설이나 바닷길에 관한 정보를 안보 차원에서 알리지 않으려 했던 것으로 풀이하고 있다(한편으로 해당 기록이 사쓰마 번이나 바쿠후에 제출되어야 할 때를 대비하여 굳이 '조선인 앞에서 일본인의 자존심을 살리는 강경발언'을 야스다가 의도적으로 삽입했을 수 있다는 해석도 존재한다).

## 일본에서의 출간과 한국어 번역
2009년에 일본의 이케우치 사토시(池內敏)가 《사쓰마 번사 조선표류일기-쇄국 너머의 일한교섭》(薩摩藩士朝鮮漂流日記「鎖国」の向こうの日朝交渉)이라는 책자를 통해 처음으로 소개하였다. 
2020년에 한국의 소명출판에서 이근우, 김윤미 번역으로, 부경대학교 인문사회과학연구소 해역인문학 자료총서4로 출간되었다.

### 내용주
1. ↑  《조선표류일기》에는 '태수'(太守)라고 쓰고 있다. 《조선표류일기》에는 비인현감이 마량첨사와 같이 3품직이라고 기록하였으나, 실제로 비인현감은 종6품직이다.
2. ↑  7월 6일 충청감사 박종경의 요청으로 마량진에 왜어통사가 파견되었는데, 그나마 언어가 통할 것이라 기대했던 것과 달리 한양에서 파견된 경역관 조명오(《조선표류일기》에는 조주부라고 되어 있다)는 '하지메테'라는 일본어 인사만을 하고 나서는 야스다 등 일본 표류민들이 자신들의 고충을 이야기할 때마다 "그렇습니다."라는 말만 반복하였으며, 야스다가 자신들의 배가 심하게 파손되었음을 알리며 관물과 신변 물품을 제외하고 모든 물품을 실은 뒤 조선측의 도움을 받아서 귀국했으면 한다고 요청하였으나, 조주부는 일본 배가 표류하여 조선에 도착하면 부서진 배를 수리해서 돌려 보내는 게 원칙이고 배를 만들어서 돌려보낸 것은 없다고 답변하거나, 《대하환표류수조지기》라는 책을 때때로 꺼내 보면서 '배가 안 부서진 것이 다행'이라는 등 야스다 입장에서 이치에 맞지 않는 소리만을 반복하였다. 야스다는 푸른 옷을 입고 있던 조명오의 모습을 "모습이 비속하고 경박하였으며, 원숭이 눈에 눈동자가 흐렸다"라고 악의적으로 기록하였다.[2]